# Suwaylih
Suwaylih (en árabe, صويلح) es una ciudad en la gobernación de Amán, en Jordania. Tiene una población de 151.016 habitantes (censo de 2015). Se encuentra al norte de Amán de cuya área metropolitana forma parte.
La ciudad es conocida por tener un buen clima durante todo el año, el cultivo de aceitunas y uvas, y por la presencia de muchas industrias pesadas, como el montaje de automóviles, acero y cemento. Suwaylih tiene una gran población de chechenos, muchos de los cuales se mudaron aquí durante los primeros días de la opresión soviética; Conservan su lengua y su cultura.